# Johannes Baum Verlag
Der Johannes Baum Verlag war in den 1920er und 1930er Jahren ein in den Gebieten Okkultismus und Esoterik wichtiger Buchverlag. Besonders galt das für die Schriften der Neugeist-Bewegung.

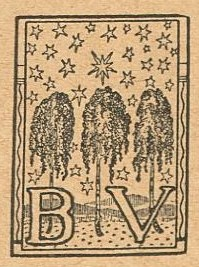
Logo (1934)

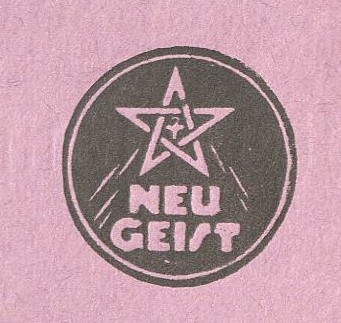
Neugeist (1934)

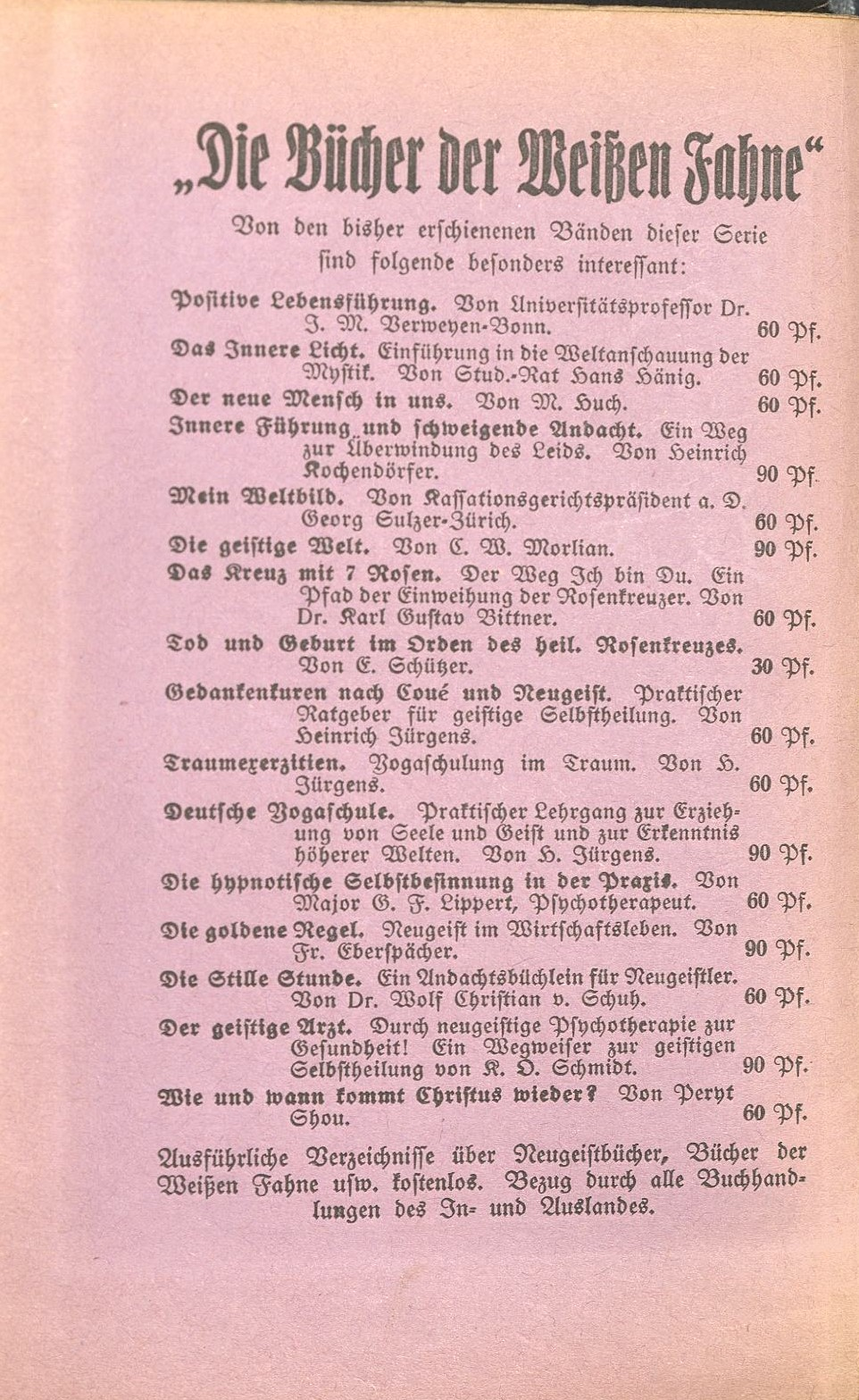
Bücher der Weißen Fahne (Stand 1934)

## Geschichte
Der Sitz des Verlages war anfangs Berlin. Über die ersten Jahre ist wenig bekannt. Publikationen sind ab 1913 belegt, wichtigster Autor war damals Achim von Winterfeld mit mehreren bei Baum verlegten Titeln. Nach dem Ende des Ersten Weltkriegs erschienen die ersten Titel zu okkulten Themen und ab 1920 die ersten Hefte der Reihe Die okkulte Welt, die es bis 1930 auf fast 200 Titel bringen sollte. Die wichtigste Publikation jedoch war die Zeitschrift Die weiße Fahne, das offizielle Organ der Neugeist-Bewegung, das in den 1930er Jahren Auflagen von 450.000 Exemplaren erreichte.
Verknüpft ist diese Erfolgsgeschichte mit Victor Schweizer, seit 1918 Verlagsleiter und Prokurist, der 1920 den Sitz des Verlages nach Pfullingen verlegte.
Ein wichtiger Mitarbeiter war damals bereits der Schriftsteller Karl Otto Schmidt, insbesondere in seiner Funktion als Hauptschriftleiter der Weißen Fahne.
Der Pfullinger Lebensreform-Versandhändler Prana-Haus (von Prana, der Lebensenergie in der indischen Philosophie) wurde mit dem Johannes Baum Verlag vereinigt und man begann die Reihe der Prana-Bücher zu publizieren.
Zum ursprünglichen Sortiment des 1914 gegründeten Versandhandels gehörten gesundheitsfördernde Öle, Pflanzensäfte und Kräutertinkturen, indisches Räucherwerk, aber auch ausgefallenere Artikel wie ein „Konzentrator“ genanntes Stirnband, das zu besserer Entspannung und Konzentration bei Autosuggestionsübungen verhelfen sollte. An diesem waren mit einem „elektrolytischen Stoff“ imprägnierte „Empfangsplatten“ befestigt, „die den Zweck haben, bestimmte Gehirnpartien sowie das Sonnengeflecht (Plexus Solaris) in einen passiv-harmonischen Gleichgewichtszustand zu versetzen“ und „spirituelle Energien“ anzuziehen.
Die Erfolgsgeschichte neigte sich mit der Machtergreifung der Nationalsozialisten jedoch dem Ende zu, da die Nazis die Neugeist-Bewegung zu unterdrücken suchten, zudem war Schweizers Frau Jüdin und er selbst durch seine internationalen Kontakte verdächtig. 1935 wurde Victor Schweizer verhaftet und starb kurz darauf in einer Gestapo-Zelle. Karl Otto Schmidt führte zusammen mit Otto Orlowsky den Verlag noch bis 1941 weiter, dann wurden auch sie verhaftet und in das „Schutzhaftlager“ Welzheim gebracht, der Verlag wurde aufgelöst und die Lagerbestände beschlagnahmt und vernichtet.
Nach Kriegsende bauten Hans von Kothen, der Nachfolger des 1948 verstorbenen Orlowsky, zusammen mit Karl Otto Schmidt den Verlag wieder auf und auch die Weiße Fahne erschien ab 1950 erneut. 1970 wurde der Johannes Baum Verlag zusammen mit Prana-Haus vom Hermann Bauer Verlag in Freiburg im Breisgau übernommen. Die weiße Fahne ging in der Zeitschrift Die Andere Welt auf, die ab 1971 als Esotera fortgeführt wurde. 2002 ging der Hermann Bauer Verlag in Insolvenz. Der Versandhandel wurde von dem Unternehmer Ernst Schütz übernommen und seitdem als Online-Fachversand für Lebensreform und Spiritualitätsbedarf unter dem Namen PranaHaus im Verbund mit den Öko-Versendern Waschbär Umweltversand und Vivanda weitergeführt. 2013 veröffentlichte PranaHaus unter dem Titel 100 Jahre Pranahaus eine siebenbändige Reihe esoterischer Schriften in Lizenz.

## Zeitschriften und Periodika
- Die okkulte Welt. Berlin & Pfullingen 1920–1930, ZDB-ID 566884-0, dann aufgegangen in Die weiße Fahne.
- Die Burg. Bund zur Förderung der Selbsterkenntnis und Erkenntnis der Dinge, Vereinigung für wissenschaftliche Prüfungen auf den okkulten und Grenzgebieten.  Pfullingen 1919–1922, dann aufgegangen in Die weiße Fahne, ZDB-ID 509158-5.
- Die weiße Fahne. Zeitschrift für neues Denken und positive Lebensgestaltung ; Organ des Neugeist-Bundes der INTA. Pfullingen 1923–1941 und 1950–1970 ZDB-ID 125263-x. Ab 1932 unter dem Titel Neugeist. Die weiße Fahne. Zeitblätter für Verinnerlichung und Vergeistigung. Monatsblätter für Heil- und Lebens-Erneuerung. Wegweiser zu erfolgreicher Lebensführung, ZDB-ID 509157-3.